# Fire & Damnation
Albums de Exumer
Rising from the Sea
(1987) The Raging Tides
(2016)
Fire & Damnation est le troisième album studio du groupe de thrash metal allemand Exumer sorti le 6 avril 2012. Cet album est sorti 25 ans après Rising from the Sea (1987), son prédécesseur direct.

## Liste des titres
| No  | Titre             | Durée |
| --- | ----------------- | ----- |
| 1.  | Fire & Damnation  | 3:16  |
| 2.  | Vermin of the Sky | 3:16  |
| 3.  | The Weakest Limb  | 3:50  |
| 4.  | A New Morality    | 3:07  |
| 5.  | Waking the Fire   | 3:13  |
| 6.  | Fallen Saint      | 3:54  |
| 7.  | Crushing Point    | 3:01  |
| 8.  | Devil Chaser      | 2:42  |
| 9.  | I Dare You        | 3:40  |
| 10. | Tribal Furies     | 3:31  |

| 11. | Destructive Solution | 3:12 |
| 12. | A Mortal in Black    | 3:52 |
| 13. | Xiron Darkstar       | 3:04 |

Musique & paroles: Exumer.
Artwork: Baptiste Treton.
Chant sur Fallen Saint par Paul Arakaki.
La version originale de Fallen Saint est présente sur l'album Possessed by Fire (1986).
La version originale de I Dare You est présente sur l'album Rising from the Sea (1987).

## Composition du groupe
- Mem von Stein - Chant.
- Ray Mensh - Guitare.
- T.Schiavo - Basse & Second chant.
- Holger "HK" Kolb † - Guitare
- Matthias Kassner - Batterie.

## Sources
1. ↑  , allmusic.com